# Shuyang
För andra betydelser, se Shuyang (olika betydelser).
Shuyang är ett härad som lyder under Suqians stad på prefekturnivå i Jiangsu-provinsen i östra Kina. Det ligger omkring 230 kilometer norr om provinshuvudstaden Nanjing. 

## Övriga länkar
- Wikimedia Commons har media som rör Shuyang.